# 西莫內·韋爾迪
西莫內·韋爾迪（義大利語：Simone Verdi，發音：[siˈmoːne ˈverdi]；1992年7月12日—）是一位意大利足球運動員，在場上司職前鋒。現效力於意大利足球乙级联赛球隊薩斯索羅 （意甲球隊科莫外借）。他曾代表意大利國家足球隊參賽。

## 外部連結
- 西莫內·韋爾迪在BDFutbol中的档案
- Simone Verdi （页面存档备份，存于） at aic.football.it （義大利語）
- International caps (part 1) and (part2) at figc.it （義大利語）